# Droit de panage
Pour les articles homonymes, voir Panage.
Le droit de panage est le droit de faire pâturer des porcs en forêt pour qu'ils se nourrissent des fruits des arbres (glands, faines) ; il ne concerne que le porc alors que le droit de pacage concerne tout animal domestique.
Ce droit fort ancien s'est exercé jusqu'au XVIIIe siècle en Europe occidentale.

## Historique
On trouve déjà mention du droit de panage dans la législation des Wisigoths au chapitre De pascendis porcis, et animalibus errantibus denuntiandis qui établit que le parcours autorisé aux porcs était une propriété privée, et que le droit de panage « ne pouvait être exercé par chacun que sur son propre terrain ou entre copropriétaires (consortes) du même lot ». Un propriétaire pouvait saisir et séquestrer les porcs errants dans sa forêt, sans pour autant pouvoir se les approprier ni les marquer de sa propre marque.
En Ardenne, la pratique du pâturage des porcs par glandée dans les forêts de chênes et fainée dans celles de hêtres, fut essentielle en raison de la pauvreté des terres. Cette habitude séculaire - le géographe Strabon (né vers 58 av. J.-C., mort entre 21 et 25 apr. J.-C.) indique que des troupeaux de porcs vivaient en grand nombre dans les forêts de Gaule -, basée sur le principe de la nécessité, devint un droit légal dès l'époque gallo-romaine.
Charlemagne, par le Capitulaire De Villis, veille à la protection des terres cultivées dans les biens royaux - probablement pour empêcher la diminution des cultures par l'extension de forêts lucratives pour les judices et les majores (magistrats municipaux) qui y avaient le droit de pacage. Pacage et panage donnaient en effet lieu à une redevance et la charge due par les hommes libres était appelée « francs-devoir ».
On trouve mention du droit de panage à différentes époques. On relève par exemple que le panage est pratiqué dans la forêt d'Ardenne en 655 (acte de largesse de Sigebert II au profit de saint Remacle), dans les bois de l'abbaye Saint-Bertin qui élève des porcs par centaines (cartulaire de Folques), dans ceux de Nivelles (possession confirmée en 966 par l'empereur Othon), dans les forêts de l'Abbaye d'Affligem (charte de Godefroid le barbu, duc de Lorraine et de brabant, 1425), etc. D. Lobineau donne de nombreux exemples de chartes de concession dans Preuves de l'Histoire de Bretagne.
Sous le régime féodal, les forêts communales passèrent généralement sous l'autorité des seigneurs qui distribuaient le droit de panage comme ceux de pacage et d'affouage (coupes sur le taillis pour le chauffage et la cuisson).
L'importance économique du panage en France diminue à partir du XVIe siècle à la suite de l'accroissement du déboisement et à l'évolution des procédés d'élevage. Globalement la transhumance forestière est fortement limitée après l'ordonnance de 1669 sur la réforme des forêts royales.   Elle va survivre dans les propriétés privées et dans les régions qui ont le porc comme spécialité : en Béarn et en Ardenne où l'on produit ce qui est appelé, au XXe siècle, le jambon d'Ardenne.
Un règlement du Duché de Luxembourg de 1617 précise que les bois et forêts ducaux sont inspectés en septembre et octobre afin de connaitre la paisson pratiquée ; il est aussi écrit que « les manants ne pourront chasser d'autres porcs sinon ceux qu'ils ont nourris en leurs ménages, auges ou bacs avant la Saint-Jean. »